# Villaḥormes
Villaḥormes ist ein Dorf in der Gemeinde Llanes der autonomen Region Asturien in Spanien.

## Geographie
Villaḥormes liegt nur wenige hundert Meter von der Kantabrischen See entfernt. Die 226 Einwohner gehören zu dem Parroquia Hontoria.

### Verkehrsanbindung
Nächste Flugplätze sind Oviedo und Santander. Die FEVE hat mehrere Haltestellen im Parroquia. Über die Nacional 634, oder die A8 (Autovía del Cantábrico) die Ausfahrt 313.

### Der Jakobsweg
Villaḥormes ist auch eine Station am Jakobsweg, dem Camino de la Costa Die Einsiedelei, Ermita de Santa Eulalia ist hier das Ziel.

## Wirtschaft
Seit Jahrhunderten ist die Landwirtschaft (Viehzucht) der größte Erwerbszweig; durch die malerische Landschaft im Umland, ist der Tourismus ein wachsender, wirtschaftlicher Faktor.

## Klima
Angenehm milde Sommer mit ebenfalls milden, selten strengen Wintern. In den Hochlagen können die Winter durchaus streng werden.

## Sehenswürdigkeiten
- Steilküste mit berühmten Erosionsformationen
- Palacio de la Espriella